# Палтін (Сібіу)
Палтін (рум. Paltin) — село у повіті Сібіу в Румунії. Входить до складу комуни Бойца.
Село розташоване на відстані 190 км на північний захід від Бухареста, 27 км на південь від Сібіу, 145 км на південь від Клуж-Напоки, 139 км на північ від Крайови, 107 км на захід від Брашова.

## Населення
За даними перепису населення 2002 року у селі проживали 7 осіб, з них 6 осіб (85,7%) румунів. Рідною мовою 6 осіб (85,7%) назвали румунську.